# Ruppiner Eisenbahn

Aktie der Ruppiner Eisenbahn von 1925

Die Ruppiner Eisenbahn Aktien-Gesellschaft (RE) war eine private deutsche Eisenbahngesellschaft mit Sitz in Neuruppin. Sie betrieb zu ihrer Zeit eines der größten Privatbahnnetze in Brandenburg.

## Geschichte
Die Gesellschaft ist am 15. März 1913 durch die Fusion der Kremmen-Neuruppin-Wittstocker Eisenbahn-Gesellschaft (KWE) mit der Ruppiner Kreisbahn Eisenbahn-Aktien-Gesellschaft (RK) entstanden. Sitz der Gesellschaft war die Kreisstadt Neuruppin.
Die KWE war am 29. April 1896 gegründet worden und hatte ihre 65 Kilometer lange Stammstrecke Kremmen–Neuruppin–Wittstock (Dosse) am 1. Februar 1899 eröffnet; der Güterverkehr hatte schon am 16. Dezember 1898 begonnen. Die Verlängerung über Freyenstein bis Meyenburg (27 km) kam erst am 1. Februar bzw. 14. April 1912 zustande.
Die RK brachte ihre 43 Kilometer lange Strecke von Neustadt an der Dosse über Neuruppin nach Herzberg ein, die am 1. November 1902 eröffnet und von der KWE betrieben worden war.
Das nunmehr 135 Kilometer Bahnstrecken – davon bei Netzeband und Rossow 7,5 Kilometer im Großherzogtum Mecklenburg-Schwerin – umfassende Eisenbahnnetz mit dem Knotenpunkt Neuruppin erfuhr nach dem Ersten Weltkrieg eine weitere Ausdehnung durch den Erwerb der Löwenberg-Lindow-Rheinsberger Eisenbahn-Gesellschaft (LLR) im Jahre 1921. Deren 37 km lange Strecke führte ab 11. August 1896 von Löwenberg bis Lindow und am 18. Mai 1899 weiter bis Rheinsberg. Sie war bis 1906 als Kleinbahn konzessioniert.
Als im Jahre 1923 die schon am 12. September 1880 eröffnete Strecke der Paulinenaue-Neuruppiner Eisenbahn-Gesellschaft (PNE) mit einer Länge von 30 Kilometern hinzukam, gehörte der Ruppiner Eisenbahn-Gesellschaft ein Normalspurnetz von über 200 Kilometern Länge. Dieses hatte an fünf Stellen Anschluss an die Staatsbahn, vor allem an die Hauptstrecken Berlin–Hamburg und Berlin–Neustrelitz. Es wurde am 15. Mai 1928 noch um den 13 Kilometer langen Abschnitt Rheinsberg–Zechlin Flecken verlängert.
Außerdem führte die RE seit 8. August 1930 den Betrieb der neu eröffneten Kleinbahn-AG Gransee-Neuglobsow, welche Eigentümerin der 33 Kilometer langen Stechlinseebahn war. Diese besaß auch eine Verbindung von Schulzendorf nach Lindow.
Die RE betrieb also zwischen 1930 und 1945 ein zusammenhängendes Nebenbahnnetz in einer Ausdehnung von rund 250 Kilometern, ferner drei Omnibuslinien von mehr als 50 Kilometern Länge. Sie gehörte damit in jener Zeit zu den größten Privatbahnunternehmungen im Deutschen Reich und ließ ihre Triebwagen auf Reichsbahngleisen bis nach Berlin fahren.
Am Ende des Zweiten Weltkrieges lag die Mehrheit der Aktien in der Hand der Provinz Brandenburg und mehrerer Kommunen, vor allem der Kreise Ruppin und Ostprignitz sowie der Städte Neuruppin und Wittstock. Trotzdem konnte die RE ihre Selbständigkeit nicht bewahren. Nach einer Übergangszeit als Landeseisenbahnbetrieb kam sie 1949 zur Deutschen Reichsbahn. Bis auf die Strecke Rheinsberg–Zechlin Flecken blieb das Schienennetz der ehemaligen Ruppiner Eisenbahn AG von der Demontage verschont.
Die Strecke Wittstock–Meyenburg wurde am 28. Mai 1967 stillgelegt und abgebaut. Ebenso endete der Personenverkehr Neuruppin–Paulinenaue am 20. Mai 1970; der Güterverkehr folgte nach der Wiedervereinigung im Jahr 1995. Andererseits baute die Deutsche Reichsbahn eine Strecke von Rheinsberg zum Kernkraftwerk; diese gehört heute den Energiewerken Nord GmbH.
Hingegen wurde auf Befehl der Besatzungsmacht schon 1945 das gesamte Netz der Kleinbahn Gransee–Neuglobsow zu Reparationszwecken abgebaut. Militärische Gründe führten einige Jahre später zum Wiederaufbau des Teilstücks Gransee–Großwoltersdorf. Hier fand von 1952 bis 1. Juni 1969 auch wieder Personenverkehr statt. Seitdem besteht noch Güterverkehr bis Wolfsruh. 2006 wurden die Gleise wieder demontiert.

## Fahrzeuge
1924 erhielt die Ruppiner Eisenbahn drei Triebwagen von den DWK des Typs IVa. Sie erhielten die Bezeichnung VT 80 bis VT 82. 1930 wurden zwei weitere Triebwagen des Typs (einer mit und einer ohne Abort) gebraucht von der Deutschen Eisenbahn-Betriebsgesellschaft erworben (VT 83 und VT 84). Der VT 83 wurde 1936 zum Beiwagen (109) umgebaut. Der VT 81 wurde 1938 nach einem Unfall verschrottet. Die anderen drei Triebwagen wurden 1949 als VT 137 511 bis 513 und der Beiwagen als VB 147 502 von der DR übernommen. Zwei Triebwagen wurden Mitte der 1950er Jahre abgestellt und 1962 ausgemustert, der VT 137 513 wurde 1958 abgestellt und 1987 verschrottet. Der Beiwagen wurde 1966 ausgemustert und verschrottet. 1934 erhielt die Ruppiner Eisenbahn zwei Triebwagen von Christoph & Unmack, Niesky, mit 80 km/h Höchstgeschwindigkeit, und einen passenden Steuerwagen. 1937 und 1941 wurden zwei weitere Triebwagen dieses Typs beschafft.

## Beteiligungen
Die RE wurde Investor im Beamten-Wohnungs-Verein Neuruppin e.G.m.b.H., der heutigen Gemeinnützige Wohnungsbau-Genossenschaft Neuruppin e.G.